# Lo-fi
El lo-fi (de l'anglès low-fidelity, literalment "baixa fidelitat") és un gènere musical popularitzat als anys 80 als Estats Units, que busca un so sense a penes producció, enregistrat sovint amb mitjans de gravació antics o de baixa qualitat. Està relacionat amb la música indie.

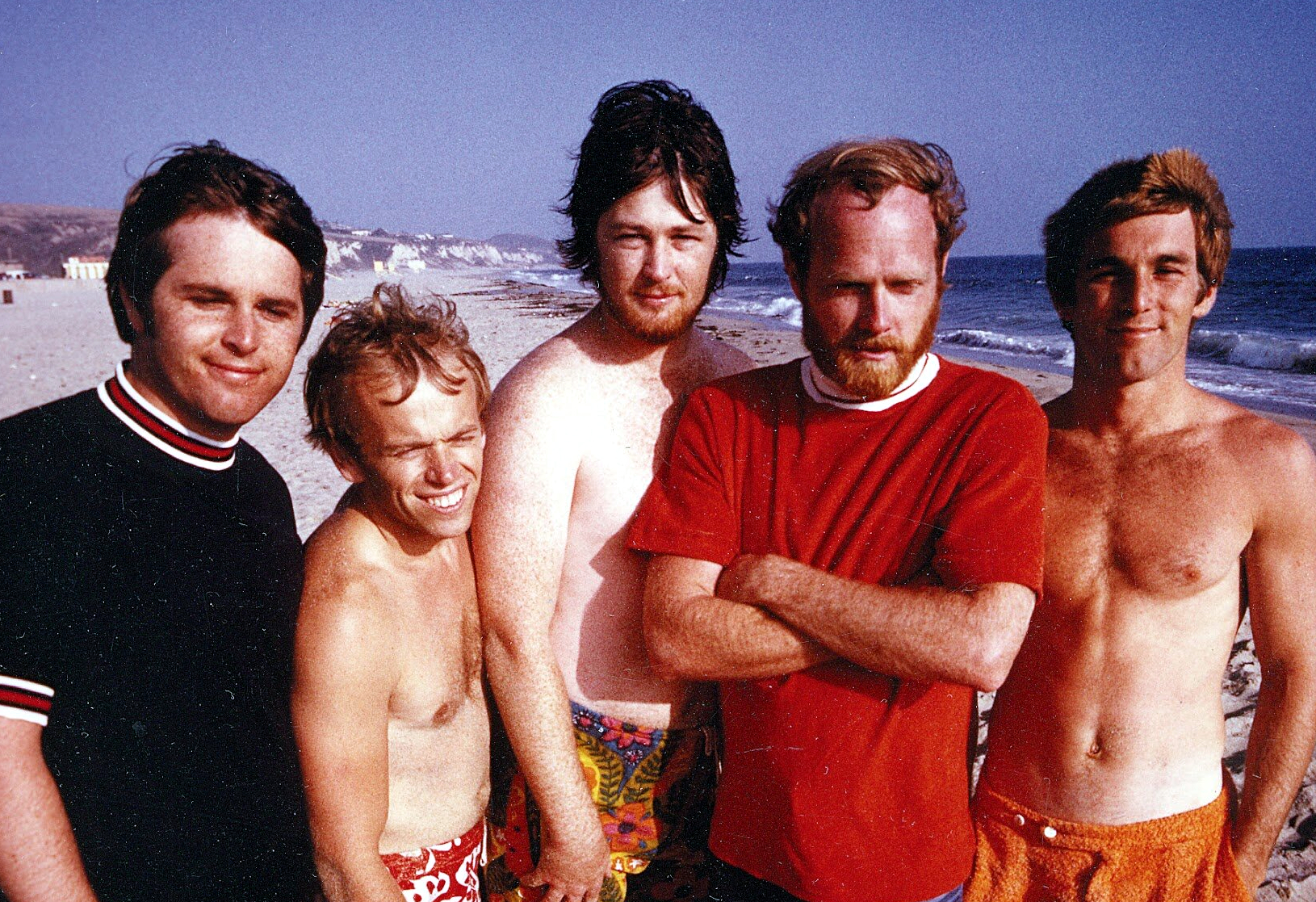
The Beach Boys l'any 1967, any de la gravació de Smiley Smile.

## Característiques
El lo-fi pot considerar-se tant un estil en si mateix com una tècnica d'enregistrament aplicada a altres estils com el rock, el punk o el heavy metal. La principal característica que la defineix és l'ús de mitjans de gravació de baixa fidelitat, barats o antics, per a crear una estètica casolana. Generalment no hi ha cap producció després de la gravació, o la producció és mínima, per tal de conservar l'originalitat de la música.
La gravació solia produir-se amb magnetòfons de bobina oberta al principi, i posteriorment amb cintes de casset. Algunes companyies discogràfiques, com K Records, van comercialitzar àlbums lo-fi en discs de vinil.
Musicalment, aquest estil es caracteritza per introduir sons propis de la gravació, així com converses entre els músics o qualsevol altre element extern. També sona en tot moment el so granulat propi de les gravacions antigues. Les melodies sovint es distancien de les melodies senzilles i els acords habituals de la música comercial. Fins i tot algunes cançons lo-fi són experimentals, amb una certa atonalitat. L'estètica indie impera en tot moment.
El fet de gravar amb baixa qualitat al principi va ser a causa del baix pressupost, tot i que posteriorment es buscava aquesta estètica. Avui en dia, hi ha grups que graven amb mitjans de qualitat, però després apliquen filtres per a crear un so lo-fi.

## Història
Aquesta tècnica d'enregistrament va sorgir als anys 40 amb companyies discogràfiques independents que gravaven amb un pressupost reduït, utilitzant les tecnologies més barates de l'època. Als anys 60, amb la popularització de grups de rock independents, va sorgir l'estil conegut com a garage rock. Aquests grups estaven formats per adolescents amb escassa preparació musical, que enregistraven amb gravadores caseres de baixa qualitat. Aquesta estètica lo-fi va començar a popularitzar-se, però com a tècnica d'enregistrament i no com a estil musical.
El grup musical The Beach Boys van ser precursors en l'ús d'aquesta tècnica, dotant-la d'un estil propi amb àlbums com Smiley Smile (1967), Wild Honey (1967) i Friends (1968). Ja als anys 70 amb l'aparició del punk-rock, el qual volia separar-se totalment de les companyies discogràfiques i la música comercial, el lo-fi va anar guanyant popularitat. Va ser l'any 1975, amb la publicació de Basement Tapes, de Bob Dylan, quan el lo-fi va esdevenir un gènere musical propi.
Durant els anys posteriors, es va obrir un nou mercat de gravacions no oficials, making-off, bootleg i altres gravacions sense producció. Dels anys 80 endavant, van sorgir molts grups lo-fi, com Pussy Galore, Beat Happening i Royal Trux. Ja als any 90 grups com Sebadoh i Pavement van portar el gènere a l'extrem, introduint gravacions caòtiques i sorolloses.

## Principals representants
Principals representants del gènere musical.
- Beat Happening
- Beck
- Bill Callahan
- Daniel Johnston
- Devendra Banhart
- Liz Phair
- Pavement
- Pussy Galore
- R.E.M.
- Royal Trux
- The Beach Boys
- The Chills
- The Clean
- The Fugs
- Sebadoh
- Unknown Mortal Orchestra
- Velvet Underground